# Maurizio Turone
Maurizio Turone (Varazze, 27 ottobre 1948) è un ex calciatore italiano, di ruolo difensore.

## Biografia
È soprannominato Ramón. Ha due figli, Cristian e Alessandro, il secondo dei quali è stato a sua volta calciatore intraprendendo in seguito la carriera di allenatore.

## Carriera

### Giocatore

Da destra: l'esultanza di Turone, opposta alla protesta del portiere juventino Zoff, in occasione della rete annullata al difensore romanista nella sfida-scudetto del 10 maggio 1981

Esordì a livello professionistico nel 1968 con la maglia del Genoa e, dopo quattro stagioni in rossoblu (tre in Serie B e una in Serie C), nel 1972 venne ceduto al Milan, in cui giocò fino al 1977-1978 vincendo due Coppe Italia e una Coppa delle Coppe.
Dopo una stagione trascorsa nel Catanzaro venne ceduto alla Roma, in cui giocò dal 1979 al 1982 vincendo due Coppe Italia nel 1979-1980 e nel 1980-1981. Durante i tre anni in giallorosso verrà ricordato, più che altro, per un suo gol annullato nella sfida-scudetto del 10 maggio 1981 sul campo della Juventus. Con i giallorossi che avevano l'obbligo di vincere per recuperare il punto di ritardo in classifica sui bianconeri, al 75' Turone mise la palla in rete dopo una sponda di Roberto Pruzzo: l'arbitro Paolo Bergamo, tuttavia, aveva annullato l'azione per un fuorigioco segnalato dal guardalinee Giuliano Sancini. Lo 0-0 fu sufficiente ai torinesi, due settimane più tardi, per laurearsi campioni d'Italia con due punti di vantaggio sulla Roma..
Le immagini televisive mai chiarirono, in maniera definitiva, se la posizione del giocatore fosse o meno regolare; negli anni seguenti continuarono a susseguirsi pareri contrastanti, fra proiezioni con le nuove tecnologie e accuse di manipolazione della moviola. In ogni caso, da lì in avanti il cosiddetto «gol di Turone» rimase un argomento caldo e mai sopito del calcio italiano per i decenni a venire: l'episodio rinfocolò bruscamente la rivalità tra bianconeri e giallorossi, un dualismo che da qui in avanti diverrà una classica del campionato.
Nel novembre 1982 Turone andò a giocare nel Bologna, appena retrocesso in Serie B; al termine della stagione la squadra emiliana retrocesse, per la prima volta nella sua storia, in Serie C1. A quel punto tornò in Liguria per chiudere la carriera con tre stagioni in Serie C2: le prime due col Savona, la terza con la Cairese. In carriera ha totalizzato complessivamente 227 presenze e 4 reti in Serie A e 85 presenze e 3 reti in Serie B.

### Dirigente
Dopo aver lasciato il calcio giocato tornò al Genoa prima come osservatore, ruolo che ricoprì per un breve periodo anche nella Lazio, e poi come team manager, sul finire degli anni novanta.

## Palmarès

### Competizioni nazionali
- Coppa Italia: 4

Milan: 1972-1973, 1976-1977
Roma: 1979-1980, 1980-1981
- Campionato italiano Serie C: 1

Genoa: 1970-1971 (girone B)

### Competizioni internazionali
- Coppa delle Coppe: 1

Milan: 1972-1973